# Ernesto Formenti
Ernesto Formenti   (Seregno, 2 d'agost de 1927 - Milà, 5 d'octubre de 1989) va ser un boxejador italià que va competir durant les dècades de 1940 i 1950.
El 1948 va prendre part en els Jocs Olímpics d'Estiu de Londres, on guanyà la medalla d'or de la categoria del pes ploma del programa de boxa. En la final va guanyar al sud-africà Dennis Shepherd. Inicialment Formenti no havia de disputar aquests Jocs, sinó que ho havia de fer Duilio Loi. A Loi se li prohibí fumar després dels àpats i decidí abandonar la convocatòria. Formenti fou el substitut.
Com a professional va debutar victoriós el 23 de juliol de 1949. El 20 de juny de 1950 es proclamà campió d'Itàlia de pes ploma en vèncer a Alvaro Cerasani. Es retirà de la boxa el 16 de juny de 1954, després de 48 combats disputats, 40 dels quals guanyats.